# El español en Piura
El español en Piura es un ensayo de dialectología y lexicografía peruana escrito por la lingüista limeña Martha Hildebrandt, el cual fue, además, su tesis para obtener el grado de Doctora en Letras en la UNMSM. Fue publicado el 23 de noviembre de 1949. El español de Piura obtuvo el Premio Nacional para la mejor tesis universitaria.

## Descripción
El español de Piura es uno de los escasos estudios rigurosos que se han realizado sobre esta variante lingüística, donde se analizan los fenómenos propios del lenguaje en esta región costera de Perú.
Se divide en diferentes categorías: palabras heredadas, neologismos, palabras de origen quechua, términos onomasiológicos y palabras de origen desconocido. Esta lista, que contiene 277 entradas léxicas, se convirtió en la base de toda la lexicografía posterior en el norte de Perú. Hildebrandt tuvo en cuenta el libro El lenguaje peruano (1936) de Pedro Benvenutto Murrieta, quien buscó colaboraciones en provincias para completar su estudio con un diccionario de peruanismos que nunca se terminó. Sus colaboradores en el norte eran José Vicente Rázuri en Piura, Idelfonso Coloma y Luis Lituma Portocarrero en Sullana, y el cura párroco de Tambogrande, don Rómulo León Zaldívar.
Sin embargo, Hildebrandt registra los materiales que ella misma descubrió durante una breve estadía en la hacienda de la familia León en Malingas, con la ayuda del hacendado y escritor Rómulo León Zaldívar, conocido por sus relatos. Vale destacar que el único autor piurano mencionado en su ensayo de tesis es Enrique López Albújar, quien afirma que el término «che» en Piura tiene su origen en una palabra africana con significados tan variados como los de la interjección norteña actual.